# Francis Glisson

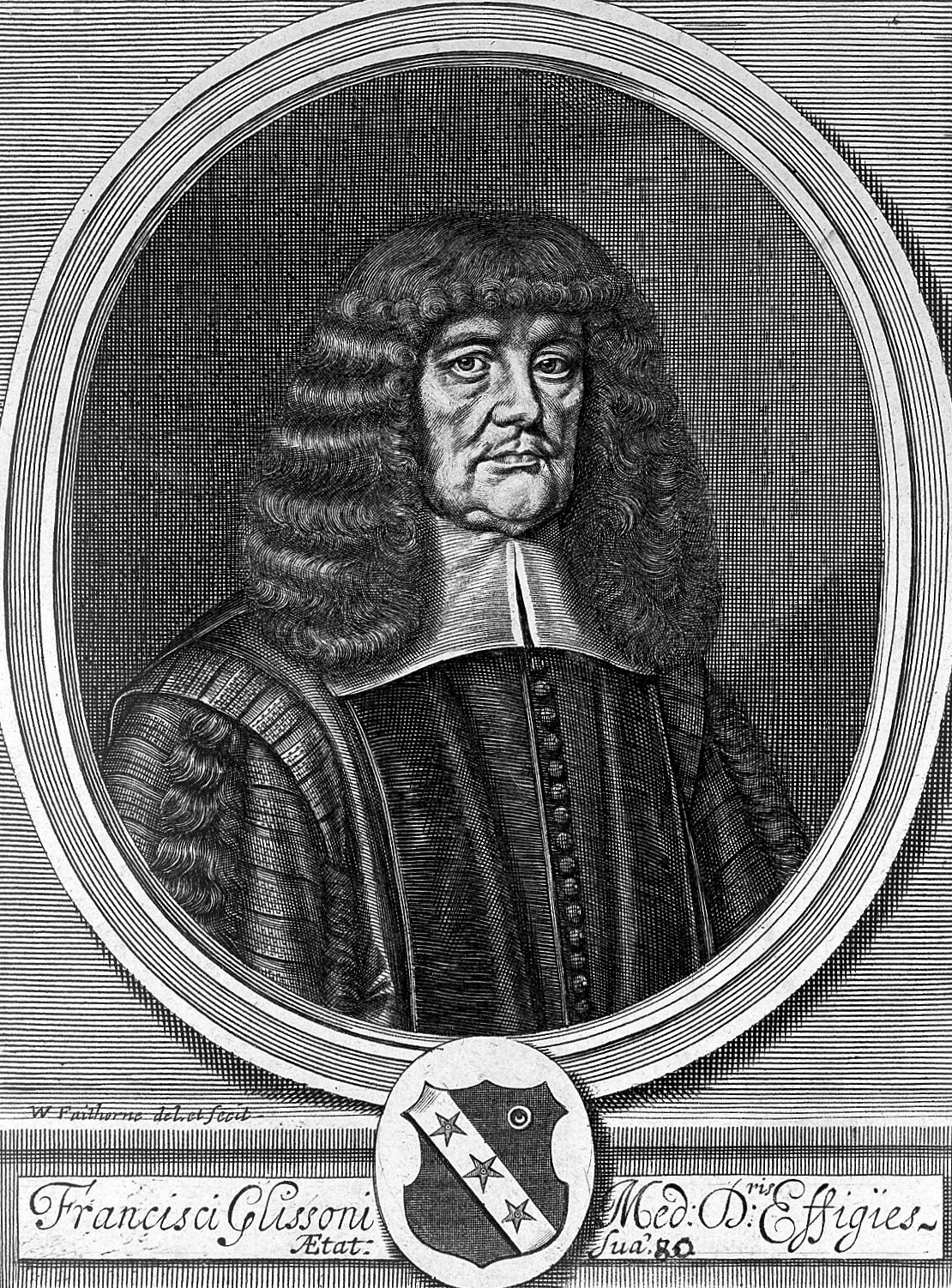
Francis Glisson

Francis Glisson (* 1597 oder 1596? in  Rampisham, Dorset; † 14. Oktober 1677 in London) war ein englischer Anatom und Physiologe.

## Leben
Francis Glisson studierte ab dem Jahr 1617 an der University of Cambridge Medizin, wurde daselbst im Jahr 1634 promoviert und wirkte dort ab 1636 auch als Professor (Regius Professor of Physic). Als Mitglied des Kollegiums der Ärzte kam er 1634 nach London, wurde von demselben zum Professor der Anatomie ernannt. Mit über 80 Jahren starb Francis Glisson 1677 als Präsident des Kollegiums in London.

## Wirken
Glisson lehrte in seinem Tractatus de natura substantiae energetica die Irritabilität der belebten Faser und ist insofern als der Urheber der neueren Physiologie anzusehen. Später haben dann John Brown (1735–1788) (Brownianismus) und Friedrich Hoffmann (1660–1742) darauf aufgebaut. In seiner Anatomia hepatis hat Glisson erstmals die später nach ihm benannte Glissonsche Trias beschrieben.
Er beschrieb die Rachitis, und die Glisson-Schlinge (oder Glissonsche Schlinge) ist nach ihm benannt, die er 1650 einführte und die als gepolsterter Gurt an Kinn und Hinterkopf angebracht und etwa mit dem Bettgitter oder einer speziellen Halterung verbunden durch Zug (Traktion) die Halswirbelsäule streckt und entlastet (z. B. als Extensionsmethode bei Verrenkungen).
Im Jahr 1677 entwickelte Glisson den ersten kohärenten dreidimensionalen Farbkörper, den Vorläufer sämtlicher Farbensysteme der Neuzeit.

## Schriften (Auswahl)
- De Rachitide sive morbo puerili, qui vulgo „the rickets“ dicitur, tractatus, opera primo ac potissimum Francisci Glissonii, conscriptus, adscitis in operis societatem Georgio Bate et Ahasuero Regemortero. L. Sadler und R. Beaumont, London 1650 (Digitalisat).
- Anatomia hepatis. London 1654 (Digitalisat).
  - Den Haag 1681.
- Tractatus de natura substantiae energetica. London 1672.
- Tractatus de ventriculo et intestinis. London 1677.
- Sämtliche Werke. Leiden 1691.